# Kirchdorf im Wald
Kirchdorf im Wald è un comune tedesco di 2 146 abitanti, situato nel land della Baviera.